# Chansons inédites, inusitées, compilatoires et complémentaires, etc.
Albums de Plume Latraverse
Insomnifère (Méphatormoses III) D'un début... à l'autre
Chansons inédites, inusitées, compilatoires et complémentaires, etc. est une compilation de Plume Latraverse, parue en France et au Benelux en 1986, et regroupant des pièces issues de Autopsie canalisée (1983) et Insomnifère (Méphatormoses III) (1984).

## Liste des titres
| No  | Titre                       | Durée |
| --- | --------------------------- | ----- |
| 1.  | Mémoire courte              |       |
| 2.  | P'tit pain... va loin       |       |
| 3.  | Les avaleurs d'asphalte     |       |
| 4.  | Dis-moé                     |       |
| 5.  | Les yeux cloches            |       |
| 6.  | La chanson de Jean-Claude   |       |
| 7.  | Dans n'importe quelle ville |       |
| 8.  | La décade danse             |       |
| 9.  | Brassette                   |       |
| 10. | Ainsi soit-il               |       |
| 11. | Chasse gardée               |       |
| 12. | Marie-Josée Latour          |       |
| 13. | Les sangsues                |       |